# Parafia Chrystusa Miłosiernego w Zabrańcu
Parafia Chrystusa Miłosiernego w Zabrańcu – parafia rzymskokatolicka należąca do dekanatu sulejóweckiego, diecezji warszawsko-praskiej, metropolii warszawskiej. W parafii posługują księża diecezjalni. 

## Zasięg parafii
W granicach parafii znajdują się miejscowości: Ostrowik, Trzcinka, Zabraniec.